# 新喀里多尼亞秧雞
新喀里多尼亞秧雞（Gallirallus lafresnayanus）是太平洋新喀里多尼亞一種大型及不能飛的秧雞。牠們上身呈深褐色，下身呈灰色，黃色的喙向下彎曲。牠們的叫聲及是否白天出沒都不明。
新喀里多尼亞秧雞只有17個標本，都是於1860年至1890年間在新喀里多尼亞採集的。牠們可能生活在常綠森林內，並為逃避入侵的掠食者而走上高地。牠們主要是吃無脊椎動物，包括蚯蚓。
於1960年代及1984年都有未確認的觀察報告，所以可能在高山的森林內仍有新喀里多尼亞秧雞生存。於1998年的研究未能發現任何牠們仍然生存的證據，但仍有學者堅持仍有少量生存。
新喀里多尼亞秧雞會被一種絲角亞目寄生，在其他鳥類很少有這種情況。由於新喀里多尼亞秧雞可能已經滅絕，故這種寄生蟲都亦可能一同滅絕。

## 外部連結
- BirdLife Species Factsheet （页面存档备份，存于）